# 乌戈·托梅亚齐
乌戈·托梅亚齐（義大利語：Ugo Tomeazzi，1940年12月24日—），意大利男子足球运动员，司职中场。他曾代表意大利国奥队参加1960年夏季奥林匹克运动会足球比赛，获得第四名。